# In the Furnace Fire
In the Furnace Fire è un cortometraggio muto del 1912 diretto da Frederick Thompson.

## Trama
Conosciutisi occasionalmente,  John Penell e Mary Nelson fanno amicizia. Quando lei gli presenta Kate, John si innamora di quest'ultima. La relazione tra i due giovani viene però rovinata da Frank Johnson, un collega di John, che lo accusa di essere un ladro, responsabile dei furti avvenuti nell'ufficio spedizioni dove entrambi lavorano. Mentre Kate crede alle parole di Frank, Mary si rifiuta di prestar fede a quelle accuse. John deve lasciare il lavoro per imbarcarsi. Frank e Kate si sposano, mentre Mary - sempre convinta dell'innocenza dell'amico - assume un detective per appurare la verità su quei furti. Le indagini adesso portano al vero colpevole che si rivela essere proprio Frank, il quale ha usato quel metodo per sviare i sospetti da lui. Informato che la sua innocenza è stata riconosciuta, John ritorna. Proprio in tempo per assistere a una scenata dove Kate accusa Mary di averle rovinato il matrimonio con lo spiare suo marito a favore di un uomo di cui a lei non importa più nulla. John non può più avere alcun dubbio: prende tra le braccia Mary, portandosela via verso un futuro da costruire insieme a lei.

## Produzione
Il film fu prodotto dalla Vitagraph Company of America.

## Distribuzione
Distribuito dalla General Film Company, il film - un cortometraggio in una bobina - uscì nelle sale cinematografiche statunitensi il 26 ottobre 1912 mentre nel Regno Unito venne distribuito il 1º febbraio 1913.